# 太子傳說
《太子傳說》是黃泰來監製導演一部1993年香港電影。雖是「明月照尖東」的續集，但故事實際是「明月照尖東」的前傳，故事描述太子當殺手的使命，目標是殺掉青龍，但英雄難過美人關，原本有機會殺掉青龍，太子遇見翠兒之後，破除了太子從未失手的傳言。本片在結束時，有播放「明月照尖東」的劇情大概。

## 劇情概要
白虎與青龍為了玉鳳( 葉晨 飾 )而反目成仇，白虎就擄走太子之後，向太子編造一段故事，故事意指太子母親被青龍擄走，還在太子生日時，送個太子一份禮物，那就是菁菁，此後太子立志練武，除青龍，救母親。此後，太子就被白虎訓練成殺手，自此，殺青龍成了太子生存的目標。直到有一天，有機會殺青龍時，遇見太子夢中人翠兒，因此恍神而失了手，號稱從未失手的傳言就此打破。深愛太子的菁菁為了太子設想，安排翠兒先失蹤一陣子，太子以為是菁菁出賣他，殺死了翠兒，開始整天借酒澆愁，因為以為翠兒已死的太子再也沒有夢了。白虎用他的親生孩子為由，引青龍出來見面，但太子沒想到青龍竟是他親生父親，正當白虎與青龍為太子是誰的兒子爭吵，白虎突然槍指向太子，將一切怨恨轉移在太子身上，菁菁見狀就奮身救太子，在這樣廝殺戰中，菁菁為了保護太子而被白虎殺了，太子傷心的抱著菁菁黯然離去，並憶起菁菁曾經問過他，如果她死了，太子是否會為她掉淚的話語，此後翠兒出現告訴太子，是受菁菁請託，在太子殺掉青龍後才能見面，太子一句話也沒說，只是默默的和翠兒看著遠方的夕陽。

## 演員
| 演員   | 角色                                   |
| 張學友 | 太子（粵語配音：鄧榮銾）               |
| 關之琳 | 翠兒                                   |
| 劉嘉玲 | 菁菁（粵語配音：龍寶鈿）               |
| 李克勤 | 探長，青龍的乾兒子（粵語配音：李忠強） |
| 陳惠敏 | 青龍（粵語配音：楊捷康）               |
| 陳元   | 白虎（粵語配音：馮永和）               |
| 董瑋瑋 | Lisa                                   |
| 葉晨   | 玉鳳，太子母親                         |
| 秦豪   | 啞巴殺手                               |
| 黃小龍 | 探員                                   |

## 外部連結
- 開眼電影網上《太子傳說》的資料（繁體中文）
- 豆瓣电影上《太子傳說》的資料 （简体中文）
- 时光网上《太子傳說》的資料（简体中文）
- 香港影庫上《太子傳說》的資料（繁體中文）
- 互联网电影数据库（IMDb）上《太子傳說》的资料（英文）